# Fatiha Saddas
Fatiha Saddas (en arabe : فتيحة سداس), née en 1959, est une femme politique marocaine. 
Militante jusqu'au bout, défenseur les droits de la Femme au Maroc,Le quota des femmes aux élections, qui sera d’ailleurs l’un de ces  fruits de  son combat en faveur de l’égalité.  
Elle a été élue députée dans la liste nationale, lors des élections législatives marocaines de 2016 avec l'Union socialiste des forces populaires , membre du bureau politique du parti et elle est membre active de la Commission du contrôle des finances publiques. Elle est, par ailleurs, présidente du groupe d'amitié Maroc-Norvège.